# Barnombudsmannen (Finland)
Barnombudsmannen (finska: lapsiasiavaltuutettu) är en finländsk statlig myndighet, inrättad 2005, med uppdrag att följa hur barnens och de ungas välfärd och rättigheter omsätts i praktiken, påverka beslutsfattare ur ett barnperspektiv, upprätthålla kontakter med barn och unga och förmedla deras synpunkter till beslutsfattarna, förmedla information om barnfrågor till människor som arbetar med barn, till myndigheter och till allmänheten, utveckla samarbetet mellan aktörerna inom barnpolitiken samt främja FN:s konvention om barnets rättigheter.
Den tillträdande barnombudsmannen (år 2019) är Elina Pekkarinen.
Barnombudsmannens verksamhet regleras i lagen om barnombudsmannen (1221/2004) och statsrådets förordning om barnombudsmannen (274/2005).

## Historia
Under 1990-talet väcktes frågan om en barnombudsman flera gånger i Finlands riksdag. Regeringen överlämnade 1995 en barnpolitisk redogörelse till riksdagen. Social- och hälsovårdsutskottet ställde sig 1996 positivt till inrättandet av en barnombudsmannatjänst. Justitieombudsmannen fick i uppgift att arbeta med frågan, och barns rättigheter blev ett tyngdpunktsområde i justitieombudsmannens laglighetstillsyn. Riksdagens social- och hälsovårdsutskott återupprepade 2002 kravet på inrättande av en barnombudsman. I statsminister Anneli Jäätteenmäkis regeringsprogram 2003 fanns detta som ett mål, liksom hos efterträdaren Matti Vanhanen samma år.
Kommissionen för barnfrågor i Finland för viss tid tillsattes 2003. Kommissionen utarbetade bland annat förslag till arbetsbeskrivning för barnombudsmannen, som överlämnades till omsorgsminister Liisa Hyssälä 2004. Barnombudsmannen inrättades den 1 september 2005, då Lagen om barnombudsmannen (1221/2004) trädde i kraft.
Den första barnombudsmannen var Maria Kaisa Aula, som successivt utsågs för tre ämbetsperioder, den tredje med slut i september 2015. I januari 2014 aviserade hon dock sin avgång i förtid med hänvisning bland annat till att personalstyrkan var oproportionerligt liten, vilket gjorde arbetet mycket tungrott. Hon efterträddes av Tuomas Kurttila.